# Єридаг
Єрида́г (рос. Ерыдаг) — гірська вершина у північно-східній частині Великого Кавказу. Знаходиться на кордоні Росії (півдні Дагестану) та Азербайджану.